# Gottlieb Bender Christiansen
Gottlieb Bender Christiansen (27. oktober 1851 i Røjle Mark, Vejlby, Danmark - 27. september 1929 i Brush, Colorado, USA) var en dansk-amerikansk præst som kom til Amerika 1877 og var 1896–1921 den første president for United Evangelical Lutheran Church.